# 王英冕
王英冕（?—?），字迈卿，江蘇省鎮江府丹陽縣人，清朝政治人物，進士出身。

## 生平
光緒二十年（1894年），参加光緒甲午科殿試，登進士二甲73名。同年五月，改翰林院庶吉士。